# جعفر صدر
جعفر محمدباقر الصدر (زادهٔ ۱۹۷۰ در نجف) سیاستمدار، فقیه و حقوقدان شیعه اهل عراق است.

## زندگی
جعفر صدر تنها پسر محمدباقر صدر فقیه برجسته عراقی بود که در هنگام اعدام پدرش در زمان حکومت صدام حسین ۱۰ سال سن داشت. پس از آن در حوزه تحصیل کرد، به کسوت روحانیت درآمد و از نزدیکان پسرعموی پدرش سید محمد صدر مرجع تقلید مهم شیعیان عراق شد. سید محمد صدر یک سال پیش از ترورش در سال ۱۹۹۸ او را پنهانی به قم فرستاد تا دفتر نمایندگی‌اش در این شهر را تأسیس کرد اما این دفتر هرگز پا نگرفت و جعفر به لبنان رفت، از لباس روحانیت درآمد و پس از مدتی برای تحصیل در رشتهٔ حقوق به لندن رفت. جعفر صدر پس از بازگشت به عراق در انتخابات پارلمانی ۲۰۱۰ شرکت کرد و به‌جای آن که مانند دیگر نزدیکانش در فهرست جریان صدر قرار گیرد به ائتلاف دولت قانون پیوست و کاندیدای پنجم این ائتلاف در استان بغداد بود و با این که فعالیت سیاسی چندانی نداشت، توانست از بسیاری از سیاست‌مداران شناخته‌شده رأی بیشتری کسب کند و در بین کاندیداهای فهرست خود در ردهٔ دوم قرار گیرد. وی در اولین موضع‌گیری سیاسی خود یک ماه و نیم پیش از انتخابات در مصاحبه‌ای بر جدایی دین از دولت تأکید کرده و با حجاب اجباری مخالفت ورزیده بود.
در مذاکرات جریان‌های شیعه عراقی پس از پایان انتخابات ۲۰۲۱ نام وی به عنوان یکی از کاندیداهای نخست‌وزیری عراق مطرح شد.